# Templo de Com Ombo

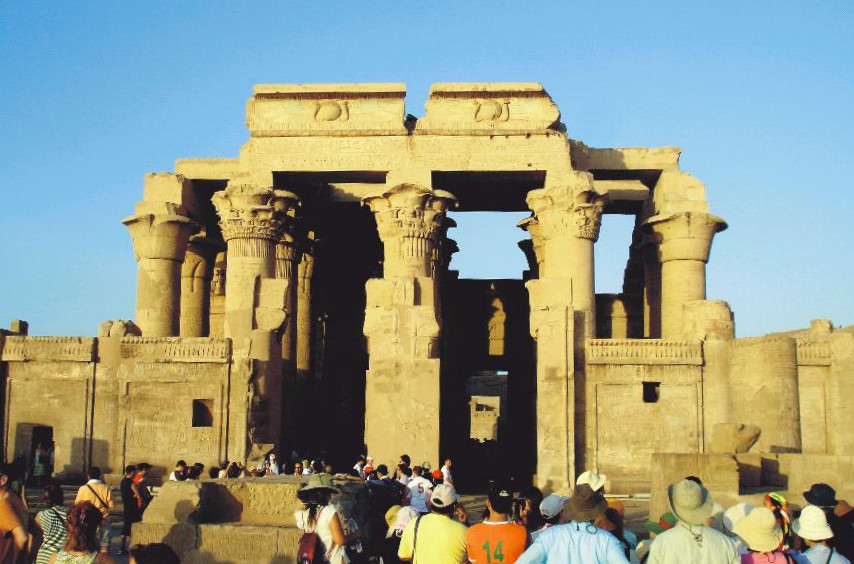
Entrada dupla do Templo de Com Ombo

O Templo de Sobek e Haroëris, localizado em Com Ombo (Kom Ombo) foi construído há mais de dois mil anos, no Antigo Egito, durante a Reino Ptolemaico, na cidade de Com Ombo. É o único templo duplo egípcio, assim chamado por ser dedicado a duas divindades: um lado do templo é dedicado ao deus crocodilo Suco, deus da fertilidade e criador do mundo; o outro lado é dedicado ao deus falcão Hórus.
A construção do templo começou no início do reinado de Ptolomeu IV (r. 224–205 a.C.) e prolongou-se  por vários reinados subsequentes. Ptolomeu XIII (r. 51–47 a.C.) construiu as salas hipostilas interna e externa. Em uma area lateral do templo foi construído um nilômetro.
Ao longo dos anos, o templo sofreu a ação das inundações do rio Nilo, de terremotos e da retirada de pedras e objetos arquitetônicos promovida por outros construtores para a execução de novos projetos.